# ゲイル・アン・ドロシー
ゲイル・アン・ドーシー（Gail Ann Dorsey、1962年11月20日 - ）は、アメリカ合衆国ペンシルベニア州・ウエスト・フィラデルフィア出身のベーシスト、バック・ボーカリスト。特に、デヴィッド・ボウイの長期間にわたるセッション・ミュージシャンとして知られている。

## デヴィッド・ボウイとのコラボレーション

### アルバム
- 『アースリング』 - Earthling（1997年）
- 『リアリティ』 - Reality（2003年）

### ツアー
- 「The Outside Tour」(1995年-1996年)
- 「A Reality Tour　en:A Reality Tour」(2003年-2004年)

## その他のアーティストとのコラボレーション
彼女はほかにも以下のようなアーティストの演奏やレコーディングに参加している。
- ティアーズ・フォー・フィアーズ
- ブライアン・フェリー
- ボーイ・ジョージ
- インディゴ・ガールズ （英語版）
- ジェーン・シベリー （英語版）
- ザ・ザ
- グウェン・ステファニー
- チャーリー・ワッツ
- シール
- ギャング・オブ・フォー
- ダー・ウィリアムス （英語版）
- ハレド
- スーザン・ワーナー （英語版）
- レニー・クラヴィッツ
- ザ・ナショナル

## その他
9歳からギターを14歳からベースを始めた。ただし20歳になるまでは映画の脚本家を目指していて、カリフォルニア芸術大学やサンタクララの芸術系カレッジで映画について学んでいたが、映画では食べられないからと、音楽に転向した。

## ディスコグラフィ

### ソロ・アルバム
- The Corporate World (1988年)
- Rude Blue (1992年)
- I Used To Be... (2003年)